# Fome no Sudão do Sul em 2017

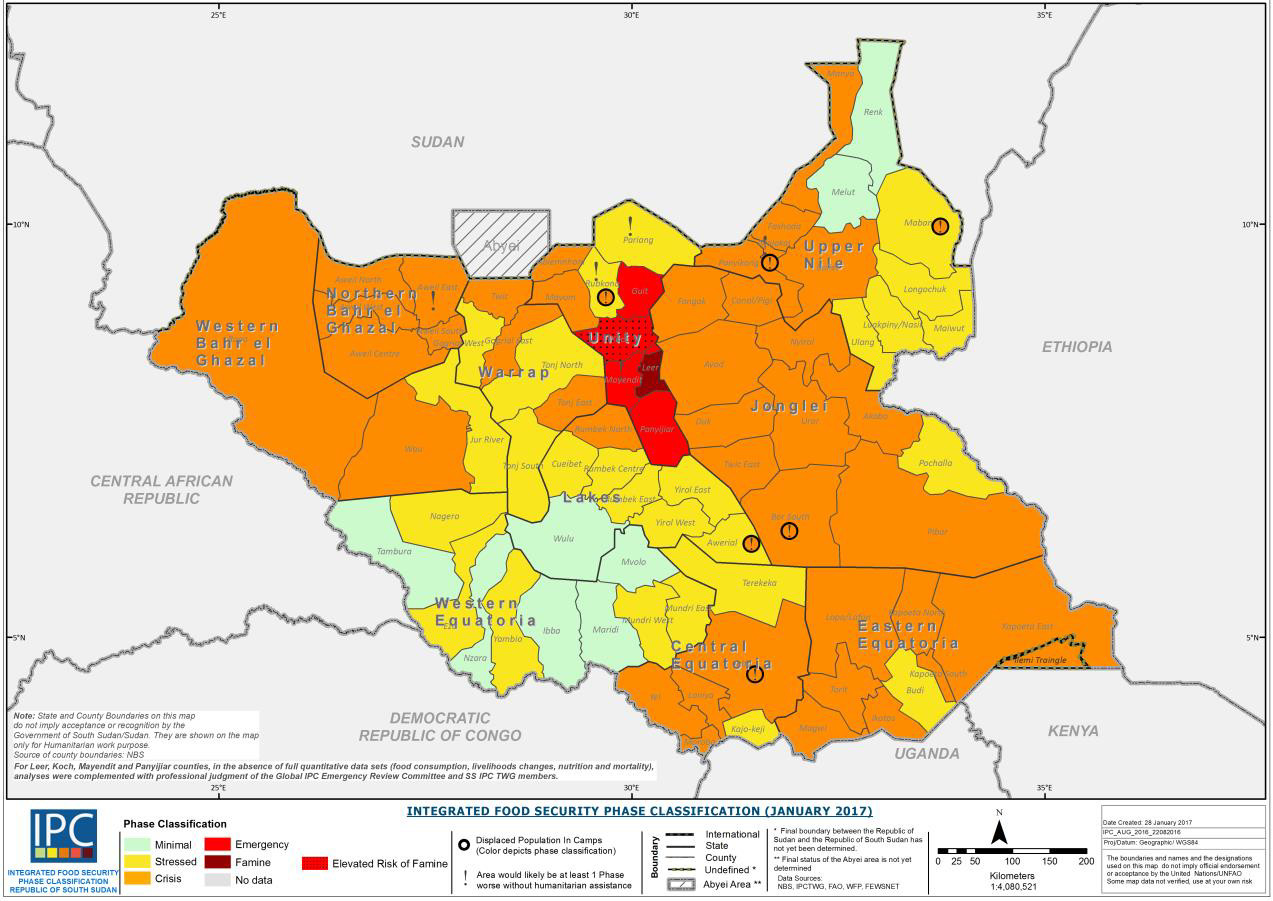
Mapa de janeiro de 2017, com o nível de "mínimo" a "fome". O estado de fome foi formalmente declarado no Estado da Unidade.

Uma situação de fome no Sudão do Sul ocorre desde os primeiros meses de 2017 após vários anos de instabilidade no abastecimento alimentar no país causado pela guerra e pela seca. 
Em 20 de fevereiro de 2017, o Sudão do Sul e a Organização das Nações Unidas declaram fome em partes do Estado da Unidade, alertando que ela poderia se espalhar rapidamente por todo país. Mais de 100 000 pessoas estão afetadas atualmente após a guerra civil e o colapso econômico. O Programa Alimentar Mundial informou que 40% da população do país (4,9 milhões de pessoas) precisava de comida com urgência. Funcionários da ONU afirmaram que o presidente Salva Kiir Mayardit estava bloqueando a distribuição de alimentos para algumas áreas.
Além disso, partes do país não tiveram chuva em dois anos. De acordo com o representante da Organização das Nações Unidas para Alimentação e Agricultura, Serge Tissot, "Nossos piores temores se concretizaram. Muitas famílias esgotaram todos os meios que têm para sobreviver. As pessoas são predominantemente agricultores e a guerra acabou com a agricultura. Eles perderam sua pecuária, até mesmo suas ferramentas agrícolas. Durante meses tem havido uma dependência total por qualquer plantas e peixes que se possa encontrar.